# کوپی لواک

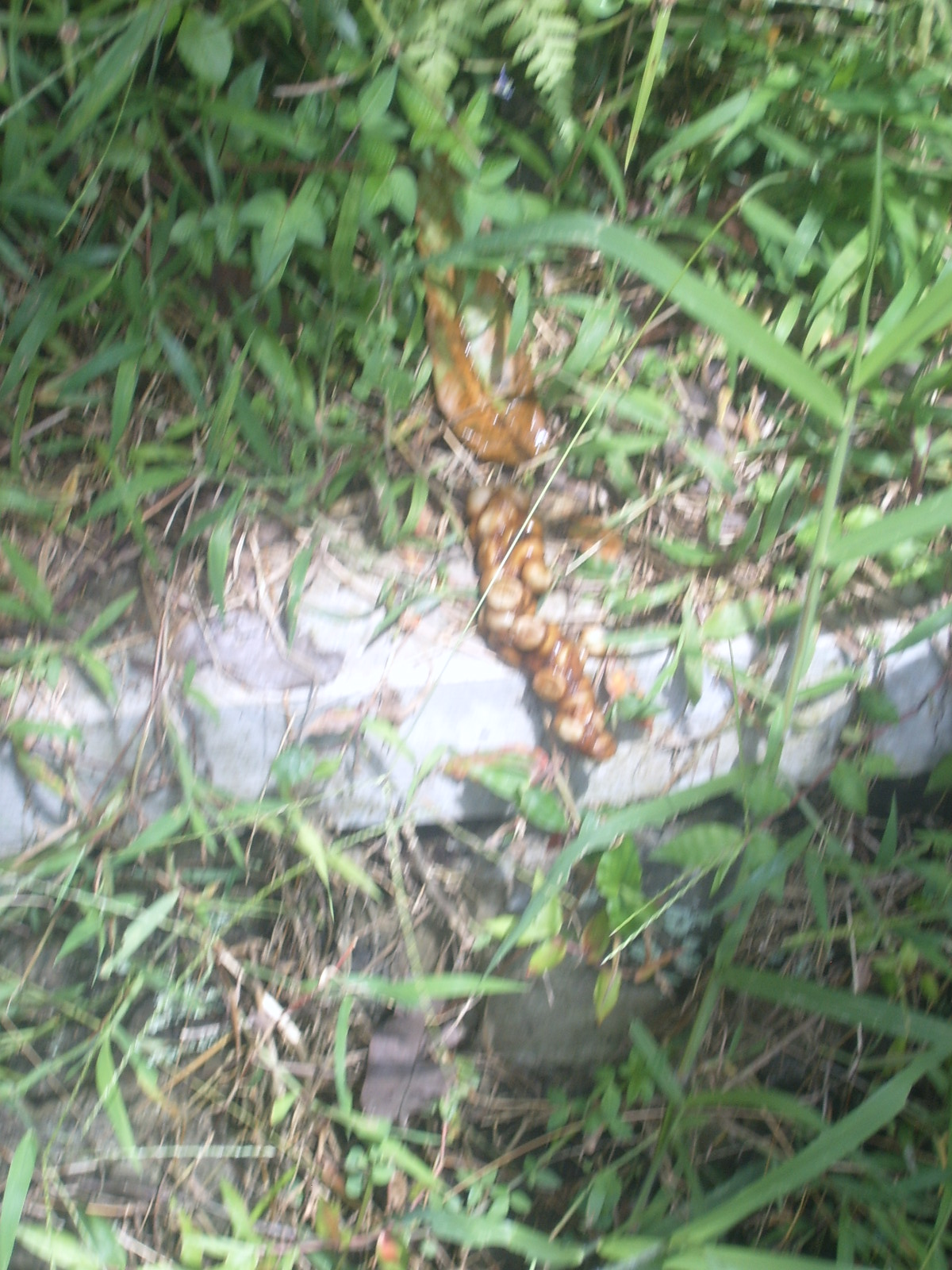
مدفوع حیوان مذکور که حاوی قسمت‌های هضم نشده دانه‌های قهوه است. شرق جاوه

کوپی لواک (Kopi Luwak) نوعی قهوه است که از دانه‌های قهوۀ موجود در مدفوع حیوانی از خانوادۀ زبادان به نام زباد تهیه می‌شود. این حیوان پس از خوردن دانه‌های قهوه، هستۀ آن را دفع می‌کند که از آن برای تهیۀ این نوع قهوه استفاده می‌شود. این قهوه، گران‌ترین قهوۀ جهان است.

## کشت
در مناطق زیادی از اندونزی که زیر کشت قهوه قرار دارد، به ویژه در سوماترا، جاوه و بالی، لوواک‌ها چه به صورت وحشی و چه به صورت دست‌آموز، در کشت‌زارهای بزرگ قهوه می‌گردند و بهترین و سالم‌ترین میوه‌ها را برای خوردن انتخاب می‌کنند. پس از این، نوبت به کارگران مزرعه می‌رسد که دنبال دانه‌های دفع‌شدهٔ قهوه بگردند. این دانه‌ها پس از شستشو، با حرارت بالا بو داده می‌شوند و به گران‌ترین و یکی از کمیاب‌ترین قهوه‌های دنیا تبدیل می‌گردند.
هنوز تولید کنندگان قهوه به نتیجهٔ واحدی نرسیده‌اند که کدام یک از فرایندهای انتخاب و هضم باعث بهترین بودن این قهوه شده‌است. فرایند انتخاب به این صورت است که از آنجایی که لواک حیوانی باهوش و خوش سلیقه است و علاقهٔ زیادی به میوهٔ قهوه دارد، به طور طبیعی، تنها بهترین، درشت‌ترین و رسیده‌ترین میوه‌های قهوه را برای پذیرایی از خود انتخاب می‌کند. سیستم گوارشی لوواک به گونه‌ای است که بخش گوشتی میوه را هضم کرده و دانه‌های قهوه را پس از قدری تغییر در ساختار پروتئینی آن‌ها، سالم و دست نخورده به شکل مدفوع دفع می‌کند. در فرایند هضم ممکن است طعم و عطر قهوه بهتر شود. زیرا آنزیم‌های پروتئولیتیک این حیوان در دانهٔ قهوه نفوذ کرده و باعث می‌شود تا پپتیدها کوتاه تر شده و اسیدهای آمینه بیشتری آزاد گردد. سپس در ادامه فرایند با بقیه مواد از روده گذشته و با مدفوع خارج می‌شوند.

## طعم قهوه
عوامل زیادی در طعم قهوه موثرند. کوپی لواک به هر نوع دانهٔ قهوه‌ای که به این روش، توسط این حیوان تولید شود گفته می‌شود. طعم آن به گونه و ذات دانه‌ها، نوع دانه‌هایی که برای مصرف انتخاب می‌شوند، میزان ماندگی دانه‌ها و نحوهٔ طبخ آن متفاوت است. توانایی این حیوان برای انتخاب بهترین دانه‌ها، رژیم غذایی آن، میزان سلامت حیوان و سطح استرس آن نیز در طعم و مزهٔ قهوه مؤثر است.
طبق تحقیقات انجمن تخصصی قهوه امریکا (SCAA) در یک نظرسنجی از صاحبنظران صنعت قهوه طعم این قهوه را در یک کلام، بد دانسته‌اند. طی بررسی یک تیم تخصصی در این موسسه بر روی قهوه به دست آمده از دانه‌های مشابه قهوه، قبل و بعد فرایند کوپی لواک به این نتیجه رسیده‌اند که فروشی که کوپی لواک دارد، فقط به دلیل داستانی است پشت این قهوه است و امتیازی که در این بررسی کسب کرد دو امتیاز پایین تر از سه قهوهٔ دیگر بود.